# John-Nunatak
Der John-Nunatak ist ein isolierter Nunatak aus Granit im westantarktischen Ellsworthland. Er ragt 6 km nördlich der Pirrit Hills auf.
Der Seismologe Edward C. Thiel und der Geologe John Campbell Craddock entdeckten ihm am 13. Dezember 1959 bei einem Flug entlang des 88. westlichen Längengrads zwecks geophysikalischer Studien. Das Advisory Committee on Antarctic Names benannte ihn 1962 nach Orlan F. John (1925–1960) von der United States Navy, der bei einem Bauunfall auf der McMurdo-Station am 2. November 1960 ums Leben gekommen war.